# 亨斯利鎮區 (印地安納州約翰遜縣)
亨斯利鎮區（英語：Hensley Township）是位於美國印地安納州約翰遜縣的一個行政鎮區。

## 地方資料
根據2010年美國人口普查的數據，亨斯利鎮區的面積為95.60平方千米，當中陸地面積為94.50平方千米，而水域面積為1.10平方千米。當地共有人口3329人，而人口密度為每平方千米34.82人。